# Nova Moca

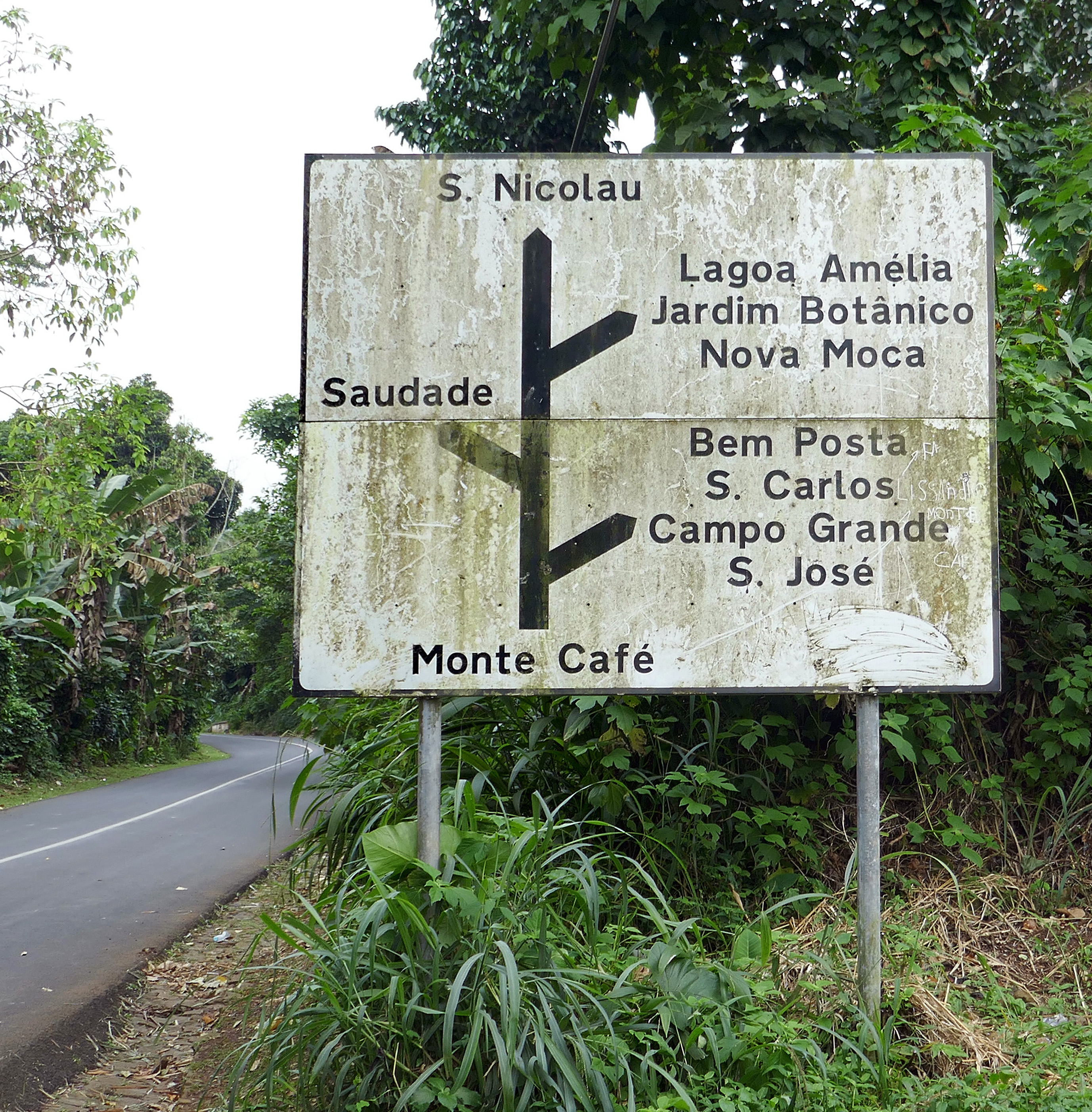
Localisation.

Nova Moca (en portugais « nouveau moka ») est un village de Sao Tomé-et-Principe situé au centre-nord de l'île de São Tomé, dans le district de Mé-Zóchi.

## Histoire
C'est une ancienne roça défrichée au milieu du XIXe siècle pour y produire un café arabica de haute qualité.
Au début des années 2000, Claudio Corallo, un ingénieur agronome d'origine italienne, reprend une partie des terres, rationalise les méthodes de culture et procède à une sélection rigoureuse des plants, ce qui permet au café de Nova Moca de retrouver sa réputation sur les marchés mondiaux.

## Population
Lors du recensement de 2012, 125 habitants y ont été dénombrés.

## Économie
Outre la caféiculture, Nova Moca s'ouvre également au tourisme : le Centre communautaire écotouristique y accueille les randonneurs.